# 堀孝正

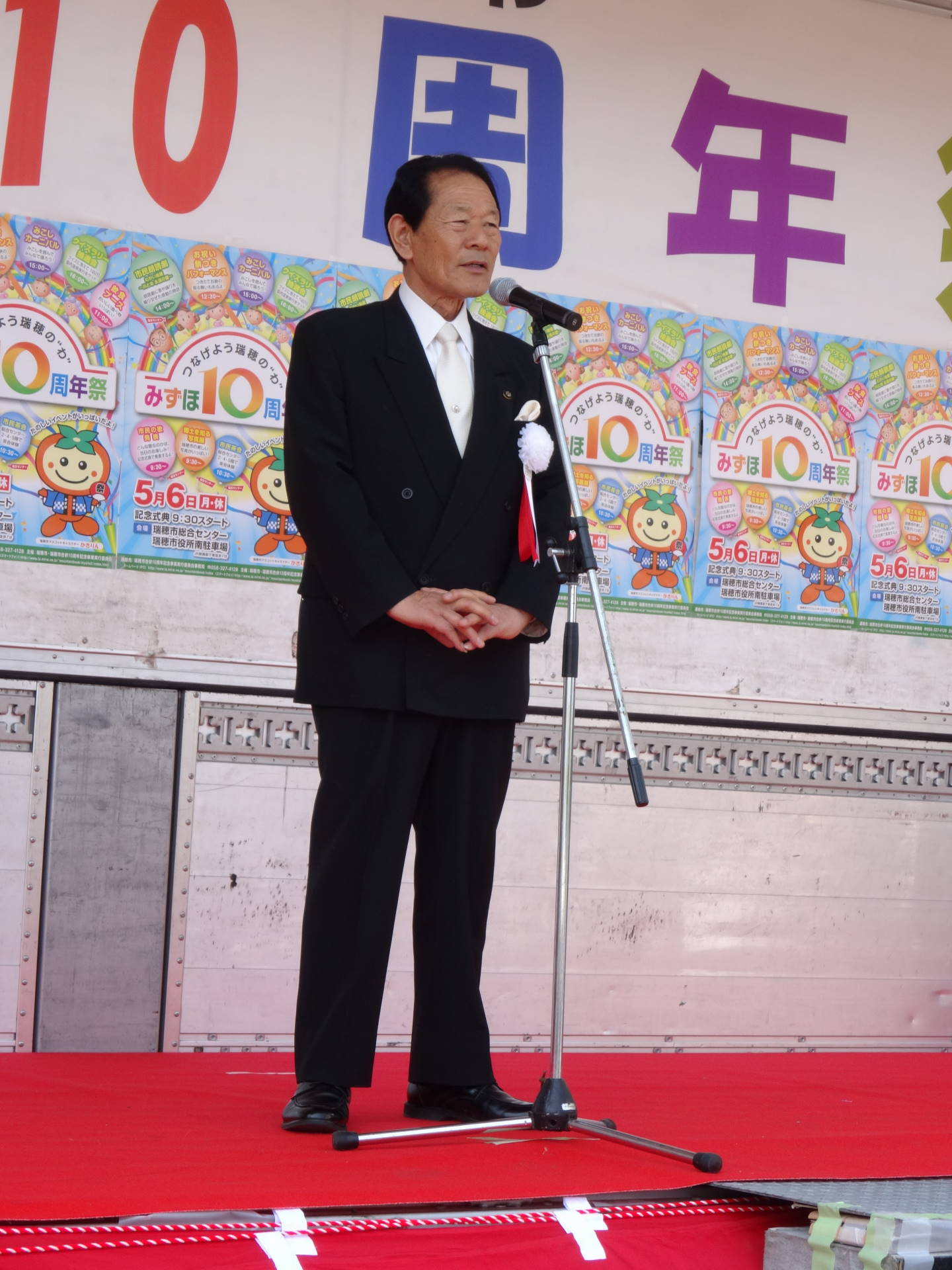
瑞穂市合併10周年祭にて撮影（2013年5月6日）

堀 孝正（ほり たかまさ、1941年（昭和16年）9月16日 - ）は、日本の政治家。元岐阜県瑞穂市長（2期）。元岐阜県本巣郡巣南町（現・瑞穂市）町長。元巣南町議会議員、瑞穂市議会議員。

## 来歴
- 瑞穂市（旧・巣南町）出身。岐阜県立大垣商業高等学校卒業。実家の建設業の役員となる。
- 1979年（昭和54年）：巣南町議会議員となる。
- 1988年（昭和63年）：議長を務める。
- 1991年（平成3年）：町長選に立候補し当選。
- 2003年（平成15年）：穂積町と巣南町が合併し瑞穂市となる。市長選には立候補せず、瑞穂市議会議員に立候補し当選する。
- 2007年（平成19年）：瑞穂市長に当選。
- 2011年（平成23年）：再選。
- 2015年（平成27年）：4月26日の選挙で落選。

## 主な施策
- 包括外部監査制度（2010年度 - 2012年度）
- 保育及び学校教育の一元化

## その他
- 2007年（平成19年）の瑞穂市長選挙は、現職の松野幸信との一騎討ちとなった。松野幸信は元穂積町長であり、瑞穂市の合併前の2つの町の町長同士の選挙戦となった。結果は堀孝正が当選し、これにより穂積町から続く、母子2代（松野友、松野幸信）合計56年続いた松野一族政治は実質終了した。
- 2014年3月には親族企業の私道を市道編入に関して基準の見直しを指示していたことが市議会で明らかとなり、百条委員会が設置され[2]、市長による便宜供与があったとする報告が市議会に提出された[3]。